# 瓦内蒙
瓦内蒙（法語：Voinémont，法語發音：[vwanemɔ̃]）是法国默尔特-摩泽尔省的一个市镇，位于该省南部，属于南锡区。

## 地理
瓦内蒙（48°31'16"N, 6°9'47"E）面积4.11 平方千米，位于法国大東部大區默尔特-摩泽尔省，该省份为法国东北部内陆省份，是洛林的一部分，北邻比利时、卢森堡，北起顺时针与摩泽尔省、下莱茵省、孚日省和默兹省接壤。
与瓦内蒙接壤的市镇（或旧市镇、城区）包括：贝内、桑特雷、勒曼维尔。

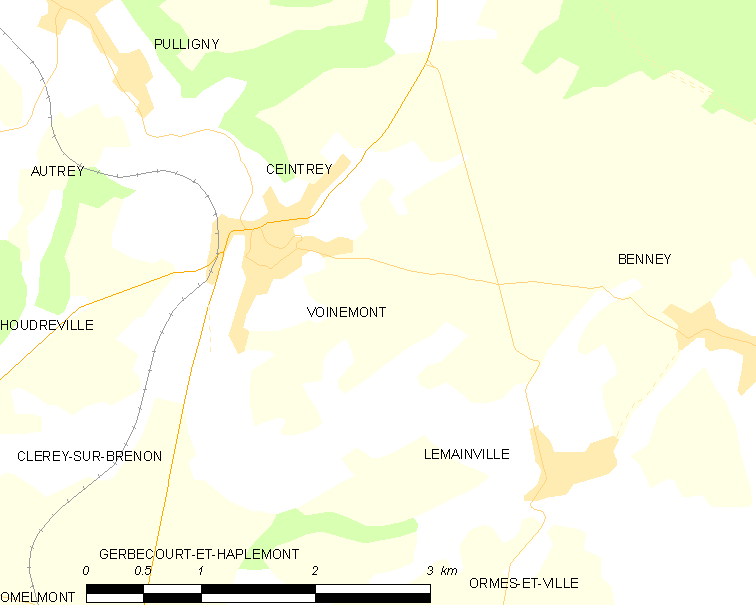
瓦内蒙的OSM定位图

瓦内蒙的时区为UTC+01:00、UTC+02:00（夏令时）。

## 行政
瓦内蒙的邮政编码为54134，INSEE市镇编码为54591。

## 政治
瓦内蒙所属的省级选区为梅讷欧桑图瓦县。

## 人口

1962-2008年间瓦内蒙人口变化图示

瓦内蒙于2022年1月1日时的人口数量为333人。